# شبكة إتش إي بي
شبكة إتش إي بي أو شبكة فيزياء الطاقة العالية هي شبكة اتصالات للباحثين في فيزياء الطاقة العالية. نشأت في الولايات المتحدة، ولكنها انتشرت في معظم الأماكن المشاركة في مثل هذه البحوث. وتشمل المواقع المعروفة مختبر أرجون الوطني ومختبر بروكهافن الوطني ولورانس بيركلي.